# Colett Rampf
Colett Rampf (* 23. Juli 1991 in Rathenow) ist eine deutsche Triathletin, Fußballspielerin und Deutsche Juniorenmeisterin 2010 im Duathlon, die heute in den USA lebt und als Langstreckenläuferin aktiv ist.

## Werdegang
Colett Rampf wuchs mit ihrem Bruder Philipp an der Havel, etwa 70 Kilometer westlich von Berlin, in Brandenburg auf.
In den drei Jahren von 2009 bis 2012 nahm Rampf an vielen Bundesliga-Wettkämpfen sowie an ITU-Wettkämpfen teil. Bei einem Xterra Europeancup qualifizierte sich Rampf für die Xterra Weltmeisterschaften auf Maui.
2009 und 2010 startete sie für die Triathlon-Abteilung des bayerischen Vereines SC Riederau. In den Jahren 2010 bis 2011 vertrat Rampf den Verein „Triathlon Potsdam e. V.“ in der Zweiten Deutschen Triathlon-Bundesliga und stieg 2012 in die 1. Triathlon-Bundesliga auf.
2011 startete sie beim 1. Globetrotter Harz-Triathlon und belegt den ersten Platz bei den Frauen.
Colett Rampf war in der Saison 2012/13 beim Fußballverein FC Borussia Brandenburg, der in der Brandenburgliga spielt, als Stürmerin unter Vertrag.
2013 erhielt Colett Rampf ein Sportstipendium und lebt seit August 2013 in Tampa in Florida, wo sie beim Adidas-Team Saint Leo als Leichtathletin unter Vertrag ist und an der dortigen Universität Ökonomie studiert.
Sie erzielte mit 10:00,96 min im Mai 2018 in Charlotte (USA) ihre persönliche Bestzeit im 3000-m-Hindernislauf. Im Juli 2018 startete sie in dieser Disziplin in Nürnberg bei den Deutschen Leichtathletik-Meisterschaften, wo sie mit einer Zeit von 10:27,32 min hinter Siegerin Gesa Felicitas Krause Rang 13 belegte.

## Auszeichnungen
- 2017 wurde sie von der USTFCCAA (U.S. Track & Field and Cross Country Coaches Association) als „South Region Women's Athlete of the Year“ ausgezeichnet.[11]
- 2016 Sunshine State Conference „Women’s Cross Country Runner of the Year“

## Sportliche Erfolge
| Datum/Jahr    | Rang | Wettbewerb                        | Austragungsort | Zeit     | Bemerkung                        |
| ------------- | ---- | --------------------------------- | -------------- | -------- | -------------------------------- |
| 12. Juni 2011 | 20   | ITU Sprint Triathlon European Cup | Cremona        | 01:04:58 | hinter der Siegerin Erin Densham |

| Datum/Jahr    | Rang | Wettbewerb                  | Austragungsort | Zeit     | Bemerkung |
| ------------- | ---- | --------------------------- | -------------- | -------- | --- |
| 25. Juni 2013 | 1    | Globetrotter Harz Triathlon | Clausthal      | 01:02:19 | im Rahmen der Xterra-Germany-Tour: Crosstriathlon Kurzdistanz: 0,5 km Schwimmen, 10 km Mountainbike und 5 km Crosslauf |
| 10. Sep. 2011 | 10   | Xterra Switzerland          | Prangins       | 03:08:32 | [ 13 ] |

| Datum/Jahr | Rang | Wettbewerb                                     | Austragungsort | Zeit | Bemerkung                                                    |
| ---------- | ---- | ---------------------------------------------- | -------------- | ---- | ------------------------------------------------------------ |
| 2010       | 1    | DTU Deutsche Duathlon-Meisterschaften Junioren | Murr           |      | Gold bei den Deutschen Duathlon-Meisterschaften der Junioren |

(DNF – Did Not Finish)